# Amblyscarta opulenta
Amblyscarta opulenta är en insektsart som beskrevs av Walker 1851. Amblyscarta opulenta ingår i släktet Amblyscarta och familjen dvärgstritar. Inga underarter finns listade i Catalogue of Life.